# كريستيان فرديناند أبيل
كريستيان فرديناند أبيل (بالألمانية: Christian Ferdinand Abel)‏ هو عازف كمان الساق ‏ وعازف كمان ألماني، ولد في 1 أغسطس 1682 في هانوفر في ألمانيا، وتوفي في 3 أبريل 1761 في كوتن في ألمانيا.

## وصلات خارجية
- كريستيان فرديناند أبيل على موقع ميوزك برينز (الإنجليزية)